# رابرت پیو
رابرت پیو (انگلیسی: Robert Pugh؛ زادهٔ ۱۹۵۰ میلادی) بازیگر اهل بریتانیا است. وی از سال ۱۹۷۶ میلادی تاکنون مشغول فعالیت بوده‌است.
از فیلم‌ها یا برنامه‌های تلویزیونی که وی در آن نقش داشته‌است می‌توان به دکتر هو، بازی تاج‌وتخت، دکتر فاستر، آقای سلفریج، سایه‌نویس، قلمرو بهشت، رابین هود، آخرین لژیون، معما، کشیش، ناخدا و فرمانده: آخر دنیا، بسیار عالی، مرد انگلیسی، اس‌اواس. تایتانیک و چکمه‌های غیرعادی اشاره کرد.